# Taller d'Hipòlit Montseny
El Taller d'Hipòlit Montseny és un monument protegit com a bé cultural d'interès local del municipi de Reus (Baix Camp), i inclòs al Mapa del Patrimoni Industrial de Catalunya.

## Descripció
És un conjunt d'edificis de planta baixa i un pis, destinat a taller de fang i ceràmica vidrada dedicat a la construcció i l'ornamentació que continua en actiu des del 1852, quan el va fundar Hipòlit Pàmies Barberà (mort el 1867) i va passar a Antoni Montseny Castro fins al 1885, quan se'n va fer càrrec Hipòlit Montseny Pàmies, mort el 1941, i se n'ocupa Hipòlit Montseny Tassis i el seu fill Hipòlit Montseny Salvadó, l'últim en actiu de la nissaga. Aquest taller va ser el gran proveïdor de peces ceràmiques de la majoria de construccions del Reus modernista i noucentista com per exemple la Casa Navàs, l'Institut Pere Mata o la Casa Gasull, entre d'altres. Així doncs, a les instal·lacions de la família Montseny, en van produir elements ceràmics decoratius per a les obres de Domènech i Montaner i de Pere Caselles tant per a les construccions de la ciutat de Reus, com per a d'altres d'arreu del país. Encara, fins fa pocs anys, es reproduïen elements originals quan s'anaven malmenant.
A més de la maquinària, que conserva intacta, l'element més característic del taller d'Hipòlit Montseny és la seva façana policromada amb vistoses composicions de peces ceràmiques vidrades en verds, grocs, marrons i ocres, producte de la casa. Els diferents edificis que formen el taller contenen els antics forns, la maquinària de compactació del fang, les sales d'assecatge, els estris de tallar, motlles de guix, etc. i es disposen al voltant d'un pati on hi ha una gran fumera escapçada. Els edificis conserven encara l'aspecte d'un taller artesà de l'època del 1900.
La reforma de l'edifici s'atribueix a Pere Caselles, que la va fer l'any 1918.